# Hanieh Bozorgnia
Hanieh Bozorgnia (* 1990 in Schiras, Iran) ist eine iranisch-deutsche Filmregisseurin und Drehbuchautorin. Sie arbeitet zusätzlich interdisziplinär in den Bereichen Videokunst und Installation. Sie ist Mitbegründerin des Film- und Serienproduktionsunternehmens EYE GOT U FILMS.

## Leben und Wirken
Hanieh Bozorgnia wurde im Iran geboren und floh im Alter von fünf Jahren mit ihren Eltern von dort nach Deutschland.
Nach dem Abitur studierte sie Kunstgeschichte in Düsseldorf und Bonn. 2015 begann sie ihr Studium der Medialen Künste an der Kunsthochschule für Medien Köln. Während des Studiums arbeitete sie für verschiedene Filmproduktionen, unter anderem bei Tilman Singer und als Videokünstlerin an den Münchner Kammerspielen.
Von 2019 bis 2024 war sie Teil des cumming collective, eines Kollektivs, das sich für mehr Diversität und Inklusion in der Kölner Kulturszene einsetzt. Das Kollektiv organisiert Veranstaltungen zur Förderung von Frauen, trans- und nichtbinären Kunstschaffenden.
2021 rief sie gemeinsam mit der Filmemacherin Golnaz Hourmazdi die BIPoC-Filmreihe Cinema Coming Closer To You ins Leben. Die Filmreihe rückt bewusst Auseinandersetzungen mit In- und Exklusion, Gewalterfahrung und mit der Kritik an den gesellschaftlichen Verhältnissen in den Werken marginalisierter Filmschaffender aus Deutschland in den Fokus.
Hanieh Bozorgnia autobiografischer Abschlussfilm BITTER wurde durch die Film- und Medienstiftung NRW gefördert. Er feiert seine deutschlandweite Uraufführung im Wettbewerb des renommierten Filmfestivals Max Ophüls Preis 2024.
Ihre mit Hilfe von KI generierte Fotoarbeit I DREAMT OF GROWING UP QUEER IN A FREE IRAN wurde 2024 für die Aktion Kunst an Kölner Litfaßsäulen ausgewählt und ist von November bis Dezember 2024 an 27 Kölner Litfaßsäulen zu sehen.
Seit 2024 ist Hanieh Bozorgnia Mitbegründerin des Film- und Serienproduktionsunternehmens EYE GOT U FILMS. Das Unternehmen verfolgt einen klaren antirassistischen, feministischen und queeren Ansatz des Filmemachens und setzt sich aktiv für diskriminierungsfreie Arbeitsbedingungen ein.
Bozorgnias Abschlussfilm "BITTER" wurde 2024 als bester mittellanger Spielfilm für den renommierten First Steps Award nominiert.

## Filmographie (Auswahl)
- 2024: BITTER (mittellanger Spielfilm) – uraufgeführt auf dem Filmfestival Max Ophüls Preis 2024[5]
- 2023: ADDICTS (Musikvideo) by TRACE – Blonde Cobra – Festival for Queer & Experimental Cinema 2023[9]

## Stipendien und Förderung
- 2021: Abschlussfilmförderung für BITTER
- 2024: Stipendium MGZstart[7]

## Auszeichnungen (Auswahl)

### First Steps Award
- 2024: Nominierung bester mittellanger Spielfilm für BITTER

### Filmfestival Max Ophüls Preis
- 2024: Nominierung bester mittellanger Spielfilm für BITTER
- 2024: Nominierung bester Schauspielnachwuchs für Jasmin Artosha Mokhtare, Hauptdarstellerin in BITTER[10]

### Art Cologne
- 2020: Lobende Erwähnung beim Wettbewerb Kölschglas-Edition gemeinsam mit Jelena Ilic für den Entwurf Talking about Art